# (3279) Solon
(3279) Solon es un asteroide perteneciente al cinturón de asteroides descubierto el 17 de octubre de 1960 por Ingrid van Houten-Groeneveld, Cornelis Johannes van Houten y Tom Gehrels desde el observatorio del Monte Palomar, Estados Unidos.

## Designación y nombre
Solon se designó al principio como 9103 P-L.
Más adelante, en 1990, fue nombrado en honor del político y legislador ateniense Solón de Atenas. (h.638-558 a. C.).

## Características orbitales
Solon orbita a una distancia media de 2,202 ua del Sol, pudiendo alejarse hasta 2,586 ua y acercarse hasta 1,818 ua. Su inclinación orbital es 3,165 grados y la excentricidad 0,1744. Emplea 1194 días en completar una órbita alrededor del Sol.

## Características físicas
La magnitud absoluta de Solon es 13 y el periodo de rotación de 8,097 horas.